# Ambitle
Ambitle ist die größte und südlichste Insel der Feni-Inseln (Tabar-Inseln) im Stillen Ozean, nördlich von Neuirland im Bismarck-Archipel, die zu Papua-Neuguinea, Provinz New Ireland gehören. Sie ist Teil der Tabar-Lihir-Tanga-Feni Inselkette.
Ambitle ist durch die nur 100 m breite Salat-Straße von der Insel Babase getrennt. Die 87 km² große Insel ist schroff, felsig und dicht bewaldet.
Auf der Insel befindet sich der 450 Meter hohe Ambitle, ein plio-pleistozäner Stratovulkan mit einer 3 km großen zentralen Caldera und verschiedenen Lavadomen. Beim letzten großen Ausbruch des Ambitle vor 2300 Jahren bildete sich östlich der Dome ein Maar. Auf der Westseite der Caldera unweit des zentralen Lavadomes gibt es starke vulkanische Aktivitäten mit heißen und kochenden Quellen, Schlammtöpfen und Solfataren.
Hydrothermale Quellen im Flachwasser der Korallenriffe an der Tutum Bay im Westen der Insel setzen hohe Arsen-Konzentrationen frei und weisen damit auf Goldvorkommen hin.
Auf Ambitle wurden 2006 durch die New Guinea Gold Corporation und Vangold Resources Ltd Testbohrungen und Kartierungen durchgeführt, da auf der Insel eine Goldlagerstätte vermutet wird, die ähnlich großen Goldressourcen wie die Lagerstätte Ladolam auf der Nachbarinsel Niolam, Lihir-Inseln besitzen
könnte.

## Einzelnachweise

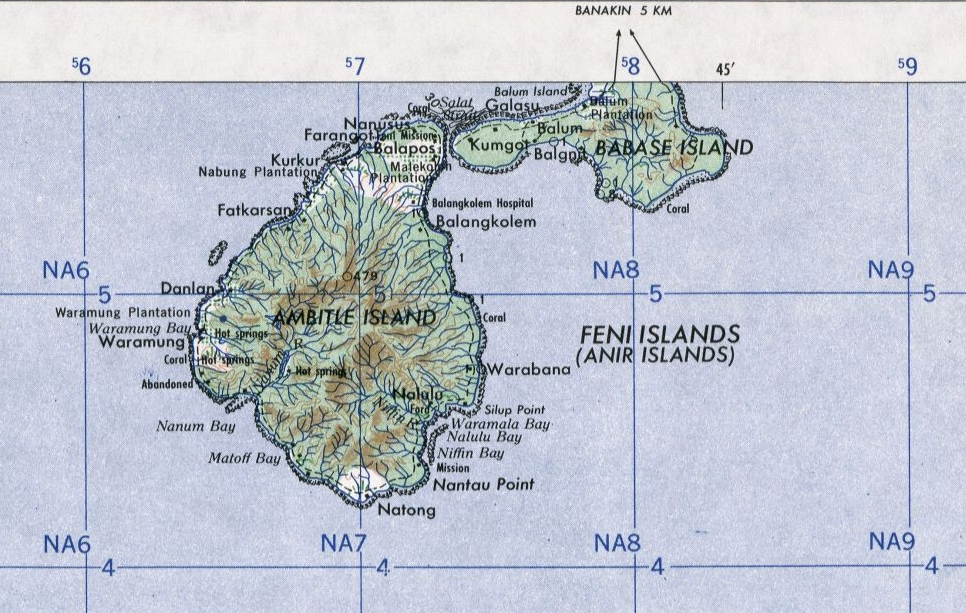
Topographische Karte der Feni-Inseln